# Institut de la francophonie pour l'informatique
Pour les articles homonymes, voir IFI.
L'Institut de la francophonie pour l'informatique (IFI), en vietnamien : Viện Tin học Pháp ngữ, est un institut international en informatique créé en 1993 à Hanoï, Viêt Nam par l’Agence universitaire de la Francophonie (AUF). 

## Présentation
En 2010, IFI a été transféré à l'Université Nationale du Vietnam à Hanoi (UNVH), et devenu actuellement un des cinq instituts de recherche membre de l'UNVH. Le nom abrégé de IFI reste inchangé, mais son nom complet a changé en 2014 en Institut Francophone International, puis en Institut de la Francophonie pour l'Innovation en 2018. Son nom en vietnamien ne change pas. Il est maintenant un institut de recherche pluri- et trans-disciplinaire de haute qualité, tout en gardant ses compétences en informatique comme noyau.
En 1995, pour mieux répondre aux enjeux de la compétition internationale, l'AUF a mis en place un réseau d'Instituts Internationaux Francophones. Ces instituts de niveau 3e cycle (proposant des masters et des doctorats), installés dans des lieux privilégiés, gérés de manière multilatérale, proposent des formations d'excellence et des activités de recherche de haut niveau. En 1995, ils sont au nombre de six, parmi lesquels, dans la région Asie du Sud-Est :
- l'IFI, l'Institut Francophone d'Informatique, à Hanoï, Viet Nam,
- l'ITC, l'Institut de technologie du Cambodge à Phnom Penh,
- l'IFMT, l'Institut Francophone de Médecine tropicale, à Vientiane, Laos.

L'IFI a ouvert ses portes à la fin de l'année 1995, en accueillant sa première promotion d'étudiants.
Son premier directeur Michel Mouyssinat, de 1995 à 2000, qui a participé à sa fondation, avait fixé des objectifs très ambitieux: Former en 10 ans 50 docteurs et 50 ingénieurs. Cet objectif a été vite dépassé, car les étudiants de l'IFI ont bénéficié très tôt d'une aide des pays francophones du Nord en termes de bourses de thèse et de bourses de stages dans les entreprises.
Pour le Viêt Nam, l'IFI représente une aide au développement et à la formation de formateurs et une passerelle vers l'acquisition, l'utilisation et le développement local des techniques avancées d'information et de communication. Pour les bailleurs de fonds (principalement la Belgique, le Canada, la France et la Suisse), il est un outil de coopération durable qui permet d’accroître les échanges économiques avec les pays membres de la Francophonie de la région Asie du Sud-Est . L'IFI est également un outil de développement de la coopération inter-régionale impliquant le Viêt Nam, le Laos et le Cambodge.